# Pteronymia dircennoides
Pteronymia dircennoides är en fjärilsart som beskrevs av Richard Haensch 1909. Pteronymia dircennoides ingår i släktet Pteronymia och familjen praktfjärilar. Inga underarter finns listade.